# Boniface Mweresa
Boniface Ontuga Mweresa (ur. 13 listopada 1993 w Nyamirze) – kenijski lekkoatleta, sprinter, uczestnik igrzysk olimpijskich.
Siódmy zawodnik biegu na 400 metrów podczas juniorskich mistrzostw świata w Barcelonie (2012). W tym samym roku reprezentował Kenię na igrzyskach olimpijskich w Londynie, podczas których wszedł w skład zdyskwalifikowanej w eliminacjach sztafety 4 × 400 metrów. Złoty (w sztafecie) i srebrny (w biegu na 400 metrów) medalista igrzysk afrykańskich z 2015. W 2016 był piąty na dystansie 400 metrów podczas halowych mistrzostw świata w Portland. Srebrny medalista mistrzostw Afryki w 2016 w biegu rozstawnym 4 × 400 metrów i brązowy medalista igrzysk Wspólnoty Narodów w 2022 w Birmingham w tej konkurencji.
Medalista mistrzostw Kenii.

## Osiągnięcia
| Rok  | Impreza                     | Miejsce     | Konkurencja                        | Lokata               | Wynik   |
| ---- | --------------------------- | ----------- | ---------------------------------- | -------------------- | ------- |
| 2012 | Mistrzostwa świata juniorów | Barcelona   | bieg na 400 metrów                 | 7. miejsce           | 46,50   |
| 2012 | Igrzyska olimpijskie        | Londyn      | sztafeta 4 × 400 metrów            | eliminacje           | DQ      |
| 2015 | IAAF World Relays           | Nassau      | sztafeta 4 × 400 metrów            | eliminacje           | 3:05,92 |
| 2015 | Igrzyska afrykańskie        | Brazzaville | bieg na 400 metrów                 | 2. miejsce           | 45,01   |
| 2015 | Igrzyska afrykańskie        | Brazzaville | sztafeta 4 × 400 metrów            | 1. miejsce           | 3:00,34 |
| 2016 | Halowe mistrzostwa świata   | Portland    | bieg na 400 metrów                 | 5. miejsce           | 46,86   |
| 2016 | Mistrzostwa Afryki          | Durban      | sztafeta 4 × 400 metrów            | 2. miejsce           | 3:04,25 |
| 2017 | IAAF World Relays           | Nassau      | sztafeta 4 × 400 metrów            | 1. miejsce (Grupa B) | 3:06,36 |
| 2017 | IAAF World Relays           | Nassau      | sztafeta 4 × 400 metrów (mieszana) | 6. miejsce           | 3:23,79 |
| 2017 | Mistrzostwa świata          | Londyn      | bieg na 400 metrów                 | pólfinał             | 45,93   |
| 2018 | Igrzyska Wspólnoty Narodów  | Gold Coast  | bieg na 400 metrów                 | półfinał             | 46,66   |
| 2018 | Igrzyska Wspólnoty Narodów  | Gold Coast  | sztafeta 4 × 400 metrów            | finał                | DQ      |
| 2022 | Igrzyska Wspólnoty Narodów  | Birmingham  | bieg na 400 metrów                 | 4. miejsce           | 44,96   |
| 2022 | Igrzyska Wspólnoty Narodów  | Birmingham  | sztafeta 4 × 400 metrów            | 3. miejsce           | 3:02,41 |
| 2023 | Mistrzostwa świata          | Budapeszt   | bieg na 400 metrów                 | eliminacje           | 45,91   |
| 2024 | Halowe mistrzostwa świata   | Glasgow     | sztafeta 4 × 400 metrów            | 4. miejsce           | 3:06,71 |
| 2024 | World Athletics Relays      | Nassau      | sztafeta 4 × 400 metrów            | repasaże             | 3:04,83 |
| 2024 | Mistrzostwa Afryki          | Duala       | bieg na 400 metrów                 | 4. miejsce           | 45,62   |
| 2024 | Igrzyska olimpijskie        | Paryż       | sztafeta 4 × 400 metrów (mieszana) | eliminacje           | 3:13,13 |
| 2025 | World Athletics Relays      | Kanton      | sztafeta 4 × 100 metrów            | repasaże             | 38,51   |
| 2025 | World Athletics Relays      | Kanton      | sztafeta 4 × 400 metrów            | 5. miejsce           | 2:59,29 |

## Rekordy życiowe
- Bieg na 400 metrów (stadion) – 44,96 (2022)
- Bieg na 400 metrów (hala) – 46,33 (2016)

3 marca 2024 w Glasgow kenijska sztafeta 4 × 400 metrów z Mweresą na ostatniej zmianie wynikiem 3:06,71 ustanowiła aktualny halowy rekord Afryki w tej konkurencji.
10 maja 2025 w Kantonie kenijska sztafeta 4 × 100 metrów z Mweresą na pierwszej zmianie wynikiem 38,35 ustanowiła aktualny rekord kraju w tej konkurencji.
11 maja 2025 w Kantonie kenijska sztafeta 4 × 400 metrów z Mweresą na trzeciej zmianie wynikiem 2:59,25 ustanowiła aktualny rekord kraju w tej konkurencji.